# Rącznik pospolity
Rącznik pospolity, dawniej też rycynus lub kleszczowina (Ricinus communis L.) – gatunek rośliny z rodziny wilczomleczowatych (Euphorbiaceae). Jest jedynym przedstawicielem rodzaju rącznik Ricinus. Pochodzi prawdopodobnie z północno-wschodniej Afryki i Bliskiego Wschodu, ew. tylko z Rogu Afryki. Jako gatunek zawleczony szeroko rozprzestrzenił się w regionach o klimacie tropikalnym, podzwrotnikowym i umiarkowanym ciepłym. W wielu krajach świata jest poza tym uprawiany.

## Morfologia

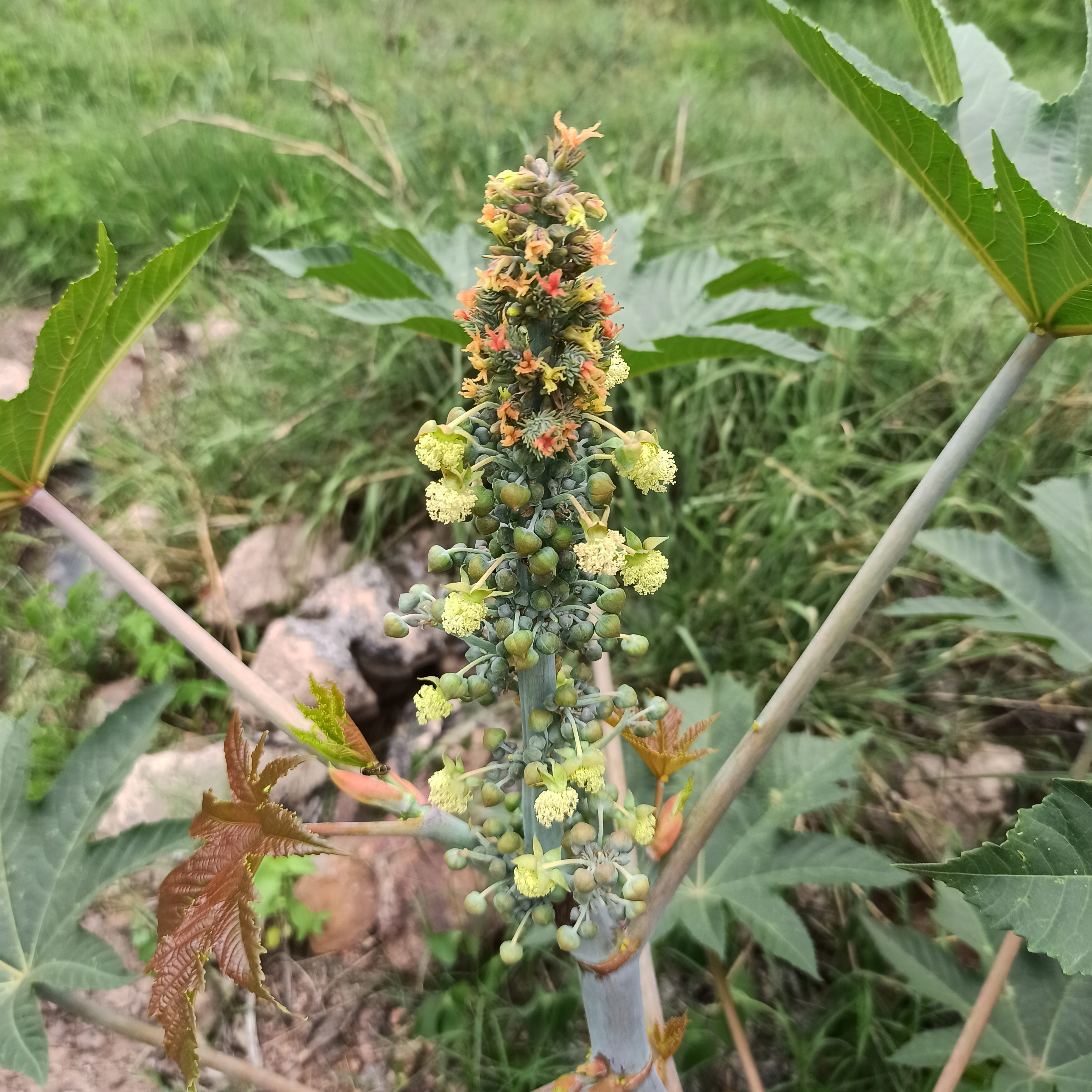
Kwiatostan

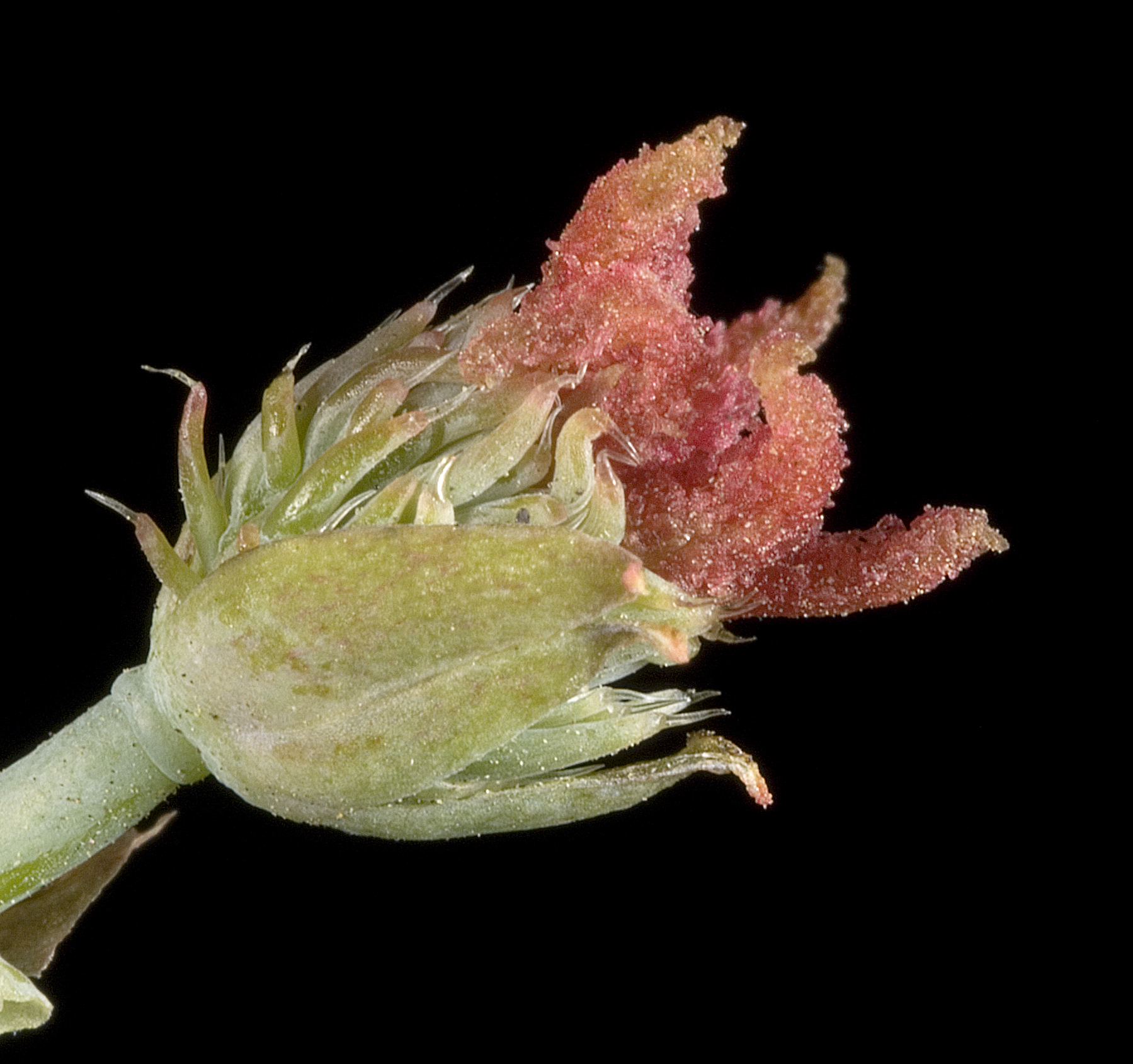
Kwiat żeński

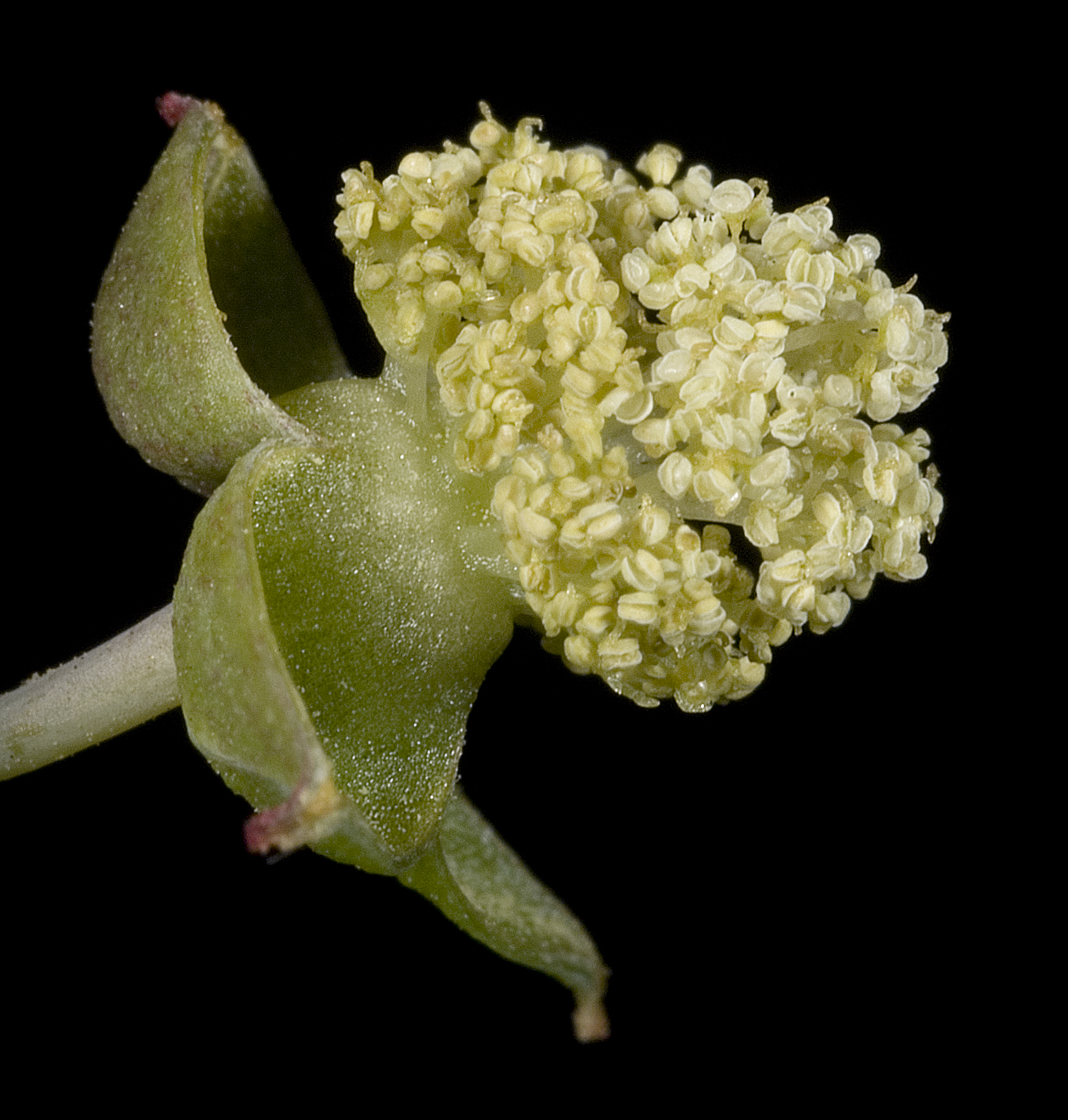
Kwiat męski

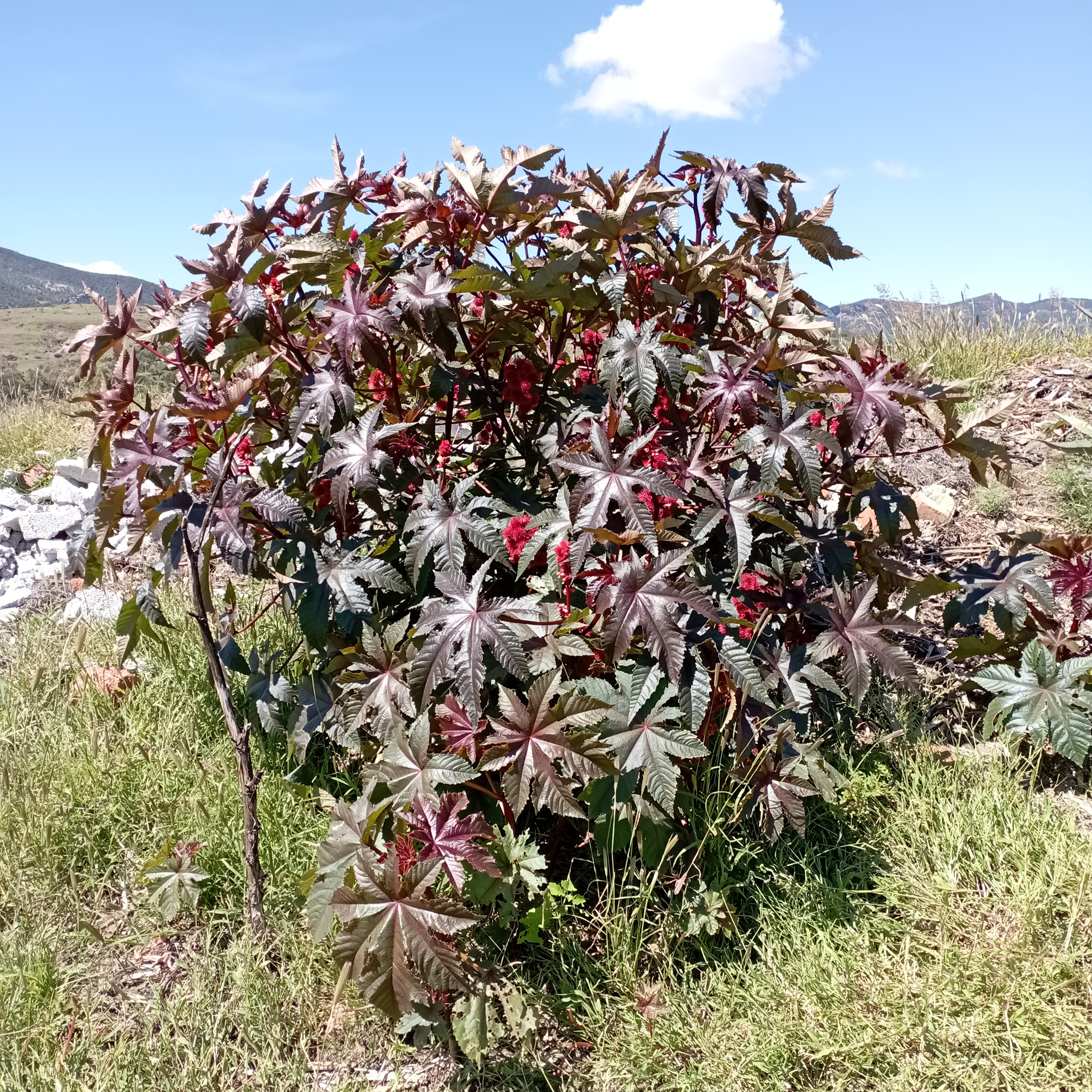
Pokrój rośliny

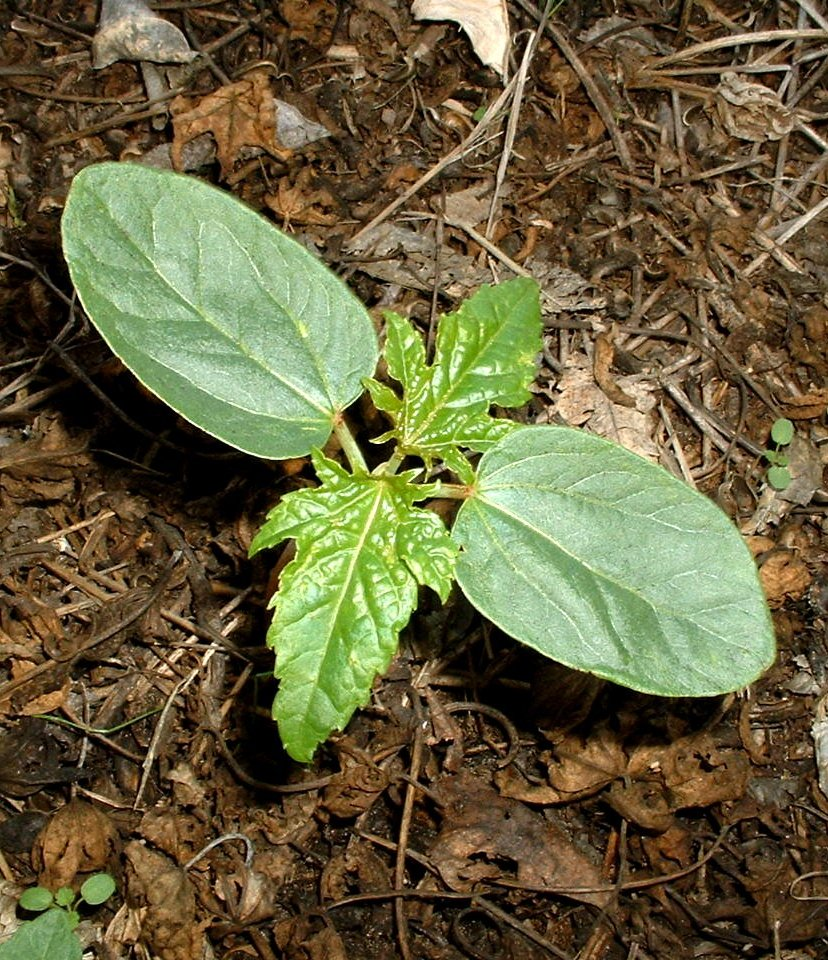
Siewka rącznika pospolitego z dwoma liścieniami różniącymi się kształtem od liści dojrzałych

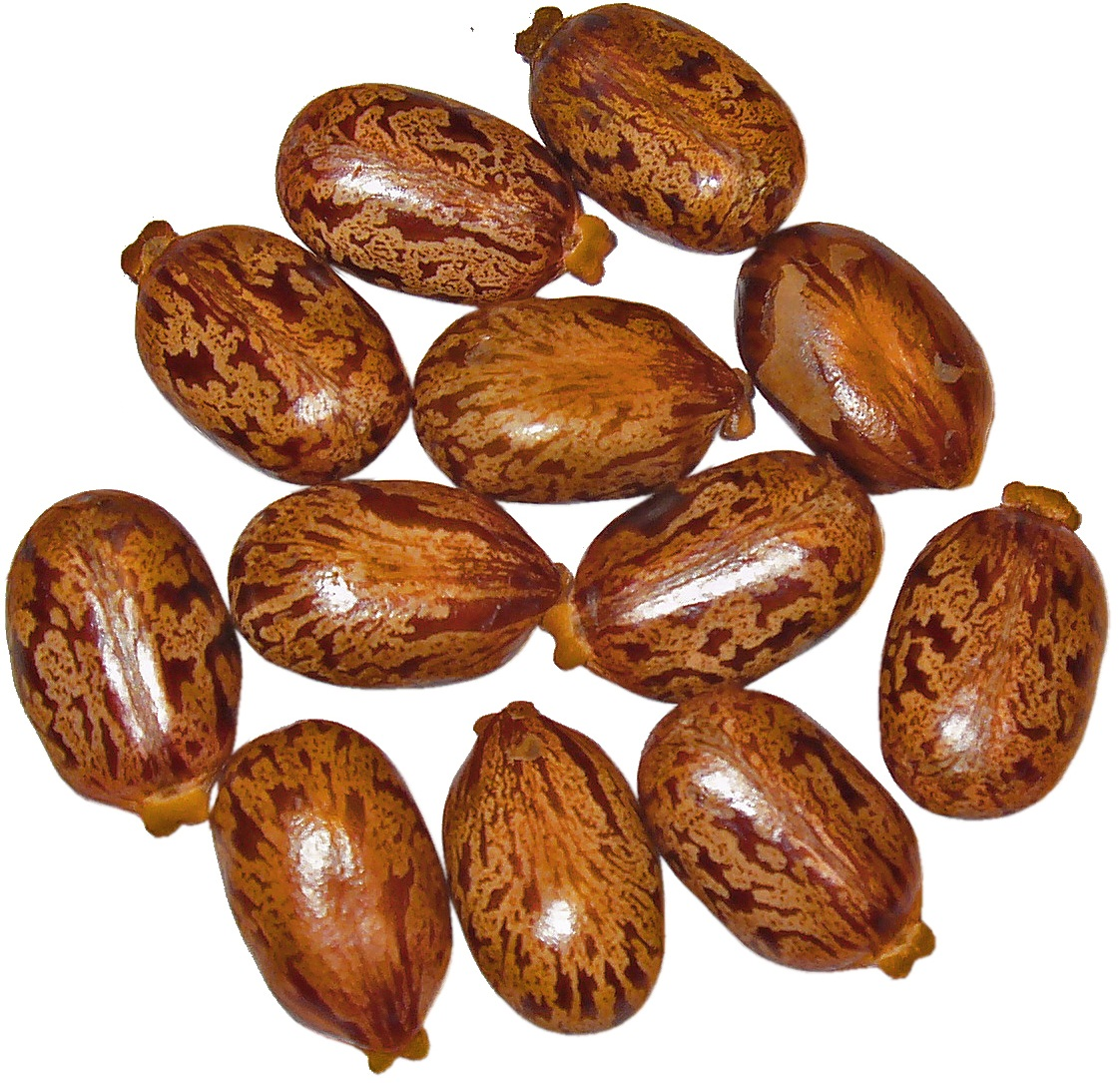
Nasiona

PokrójZmienny, uzależniony od warunków klimatycznych. W odpowiednich warunkach osiąga do 4 m wysokości. Pędy w dolnej części drewnieją.
KorzeńPalowy, mocny, silnie rozgałęziony.
ŁodygaDęta w międzywęźlach, u roślin jednorocznych, o zmiennym kolorze od zielonego do czerwonego, po ciemnopurpurowy (podobnie jak liście), zależnie od podgatunku.
LiścieDługoogonkowe, osadzone na łodydze skrętolegle, dłoniasto klapowane, przypominają kształtem liście kasztanowca, ząbkowane. W Europie środkowej osiągają średnicę 50 cm, w tropikach nawet do 1 m.
KwiatyRoślina jednopienna. Kwiaty zebrane w grono, osadzone grupami na osi kwiatostanu. Rozdzielnopłciowe, o pięciodziałkowym okwiecie, najczęściej wiatropylne, męskie skupione w dolnej części kwiatostanu, zredukowane są do pojedynczych, ale rozgałęzionych pręcików. Kwiaty słupkowe zebrane w górnej części kwiatostanu, z 3–5-dzielnym okwiatem, słupek z trójkomorową zalążnią, z trzema rozwidlonymi i piórkowatymi znamionami.
OwoceBrodawkowatokolczaste, trójkomorowe torebki nasienne, pękające wzdłuż trzech szwów. W każdej komorze torebki znajduje się jedno nasiono. Nasiona o wielkości do 2 cm mają kształt owalny, ze szwem po brzusznej stronie, o twardej łupinie nasiennej, lśniące i mozaikowato zabarwione w różnych kolorach.

## Biologia
- W klimacie tropikalnym jest rośliną wieloletnią – krzewem lub małym drzewem. W klimacie śródziemnomorskim rącznik często zachowuje się jak bylina tracąca część nadziemną. Zimuje tylko korzeń. W Polsce przemarza zimą.
- Roślina trująca. Należy do silnie trujących. Jej nasiona zawierają rycynę śmiertelną dla człowieka w dawce powyżej 0,2 g – ilości zawartej w trzech nasionach rącznika[7].

## Zastosowanie
- Roślina lecznicza
  - Surowiec zielarski: Nasiona rącznika – Semen Ricini. Wytwarza się z nich olej rycynowy, rącznikowy – Oleum Ricini. Nasiona zawierają 35–58% tłuszczu, a także około 20% białka oraz trujące związki – alkaloid rycyninę i białko rycynę.
  - Zastosowanie medyczne: Olej rycynowy stosowany w medycynie, w przeciwieństwie do technicznego otrzymuje się tylko przez tłoczenie na zimno. Działa on drażniąco na błonę śluzową jelita cienkiego, pobudzając jego perystaltykę i dlatego działa rozwalniająco i przeczyszczająco (laxativum). Olej rycynowy będący składnikiem maści i past jest środkiem leczniczym przy leczeniu wrzodów skóry, oparzeń, leiszmaniozy skórnej, chorób pochwy i szyjki macicy oraz okulistyce, przy złuszczającym zapaleniu powiek rogówki.
- Zastosowanie przemysłowe: Z nasion tłoczonych na ciepło otrzymuje się do 60% oleju nieschnącego, z którego po dehydrogenacji otrzymuje się olej schnący w zależności od przyszłego zastosowania.
- Roślina ozdobna. Roślina uprawiana na całym świecie w celach ozdobnych, głównie ze względu na ładny pokrój, duże i zdrowo wyglądające liście, bujny wzrost oraz ładne owoce. Jej uprawa jest jednak niebezpieczna ze względu na silnie trujące właściwości.
- W ogrodzie używany jest jako naturalny repelent przeciw kretom i turkuciom.
- Roślina kosmetyczna:
  - Olej rycynowy dodawany jest do lotionów i płynnych brylantyn[8].

## Uprawa
- Historia uprawy: Obecnie zakłada się, że pierwotnie rącznik występował w Etiopii lub Erytrei, nie ma na to jednak dowodów. Najstarsze nasiona były znajdowane w grobowcach egipskich pochodzących z okresu 4 tysięcy lat p.n.e. Wymieniony jest w Biblii (w Księdze Jonasza 4,6)[9]. Papirusy sprzed 4000 lat zawierają wskazówki na temat uprawy rącznika i zastosowania oleju w medycynie. Był też być może stosowany do smarowania bloków kamiennych w celu zwiększenia ich poślizgu podczas przesuwania przy budowie piramid. Częste wzmianki o rycynusie odnotowywane są w literaturze greckiej, rzymskiej i arabskiej. Prawdopodobnie w czasach greckich uprawa rącznika dotarła do Persji, Indii i stamtąd do Chin. W nowożytnej Europie do oficjalnej medycyny został zaliczony w 1788 r., kiedy to olej rycynowy został dopuszczony do użytku przez farmakopeę londyńską.
- Uprawa: W Polsce jest uprawiany jako roślina jednoroczna poprzez wysiew nasion. Jest bardzo wrażliwy na przymrozki (siewki marzną przy -1 °C). W latach sześćdziesiątych XX w. przeprowadzano w Polsce próby z uprawą polową rącznika. Zakończyły się one niepowodzeniem, ze względu na zbyt małą wydajność dojrzałych nasion, spowodowaną krótkim okresem wegetacyjnym (dojrzałe rośliny marzną w temperaturze -3 °C).

## Nazewnictwo
Rącznik pospolity zwyczajowo nazywany jest także kleszczowiną pospolitą lub rycynusem. Nazwa kleszczowina od wyglądu nasion przypominających opitą krwią samicę kleszcza pospolitego Ixodes ricinus. W łacinie klasycznej są dwa znaczenia słowa ricinus: 'kleszcz' i 'rącznik'. Olej rącznikowy (rycynowy) nosił w dawnej polszczyźnie nazwę olej kleszczowinowy.
Ze względu na kształt liści w średniowieczu nazywany był „dłonią Chrystusa” – Palma Christi.